# Saint-Michel-de-Lanès
Saint-Michel-de-Lanès är en kommun i departementet Aude i regionen Occitanien  i södra Frankrike. Kommunen ligger  i kantonen Salles-sur-l'Hers som ligger i arrondissementet Carcassonne. År 2022 hade Saint-Michel-de-Lanès 487 invånare.

## Befolkningsutveckling
Antalet invånare i kommunen Saint-Michel-de-Lanès
Referens: INSEE